# バイオアベイラビリティ
バイオアベイラビリティ（英: bioavailability）または生物学的利用能（せいぶつがくてきりようのう）もしくは生体利用率とは、薬剤学において、服用した薬物が全身循環に到達する割合をあらわす定数である。定義上、薬物が静脈内に投与される場合、そのバイオアベイラビリティは100%となる。一方、薬物がそれ以外の経路（例えば経口摂取）により投与される場合は、全身循環に到達するまでに不十分な吸収と初回通過効果を受けるため、そのバイオアベイラビリティは減少する事になる。静脈内投与以外の経路で投与する際、投薬量の計算にバイオアベイラビリティを考慮する必要がある事から、バイオアベイラビリティは薬物動態学において必須のツールである。

## 定義

### 薬理学
薬理学においてバイオアベイラビリティF は、投与された薬物量 DOSE のうち、未変化体のまま全身循環に到達した薬物量 XB の割合で示される。
{\displaystyle F={\frac {X_{B}}{DOSE}}}

### 栄養学
栄養素と薬物以外の食物成分の摂取を対象とする栄養学においては、医薬品業界ほどはバイオアベイラビリティに対する明確に定義された基準がない。利用と吸収は被験者の栄養状態と生理学的状態の関数であるため、個人差が非常に大きく、対象の栄養素に薬理学的定義は適用できない。従って、栄養補助食品（サプリメント）のバイオアベイラビリティは、体内に吸収される物質量と、使用または貯蔵される物質量の割合として定義されうる。
薬理学と栄養学ともに、バイオアベイラビリティは、濃度曲線下面積（AUC：area under the blood concentration time curve）から算出される。

### 環境学
環境学においてバイオアベイラビリティは、環境中の様々な物質が生体内に侵入する可能性の尺度である。バイオアベイラビリティは、一般に作物の生産及び微生物による食物連鎖からの毒性物質の除去の制限要因となる。作物の生産においては、植物栄養素の溶解度や土壌コロイドへの吸収の限度が植物の生育の制約となり、毒性物質の除去においては、対象物質が吸着や他の分解性物質へ変化するなどして微生物がアクセスできない相へ移動することが除去の制約となり得る。農業において注目すべき例は、pHが低い土壌でのリン酸鉄とリン酸アルミニウムの沈殿及びpHが高い土壌でのリン酸カルシウムの沈殿によってそれぞれ引き起こされる作物のリン欠乏である。また、塗料などから溶出して土壌を汚染する鉛の例では、鉛をハイドロキシアパタイトに吸着させることにより、動植物が鉛を汚染された土壌から体内に取り込まなくなるようにできる可能性がある。一方で、溶剤や農薬などの有機化合物は、土壌ミネラルに吸着したり、疎水性有機化合物に変化したりすると、微生物に取り込まれず、結果環境に残留する可能性がある。

## 絶対的バイオアベイラビリティ
絶対的バイオアベイラビリティ（英: absolute bioavailability）は、薬物を非静脈内投与（経口、直腸、経皮、皮下投与など）した後、体循環においても活性な薬物の割合を求めるものである。薬物動態学において、薬物の絶対的バイオアベイラビリティを決定するためには、静脈内投与 (iv)、非静脈内投与いずれにおいても単位時間あたりの血漿薬物濃度の推移を取得する必要がある。絶対的バイオアベイラビリティは、一定量の薬物を非静脈内投与した場合に算出される濃度曲線下面積 (AUC) を、同じ量で静脈内投与 (iv) した場合に算出されるAUCで除すことにより求められる。たとえば、経口投与 (po) される薬物の絶対的バイオアベイラビリティFを計算する場合、その式は下記となる。
{\displaystyle F={\frac {[AUC]_{po}/DOSE_{po}}{[AUC]_{iv}/DOSE_{iv}}}}
したがって、一般的には静脈内投与される薬剤の絶対的バイオアベイラビリティは1であり、他の投与法では1未満となる。

## 相対的バイオアベイラビリティ
相対的バイオアベイラビリティ（英: relative bioavailability）は、異なる投与経路においてその吸収性の違いを評価するために用いられるもので、その式は下記となる。
{\displaystyle {\mathit {relative\ bioavailability}}={\frac {[AUC]_{A}/dose_{A}}{[AUC]_{ref}/dose_{ref}}}}
従って、対照となる投与経路が静脈内投与であれば、その値は絶対的バイオアベイラビリティとなる。また、相対的バイオアベイラビリティは、ある薬物の吸収性を対照薬の吸収性と比較する際にも用いられる。例えば後発医薬品においては、対象となる先発医薬品を対照薬とした相対的バイオアベイラビリティが、生物学的同等性を評価するために用いられる。